# Vin Baker
Pour les articles homonymes, voir Baker.
Vincent Lamont Baker, dit Vin Baker (né le 23 novembre 1971, à Lake Wales, Floride) est un joueur puis entraîneur américain de basket-ball. Il participe à quatre All-Star Game (de 1995 à 1998) avant que sa carrière ne soit perturbée par des problèmes d'alcoolisme.

## Biographie
Après une carrière à l'université de Hartford, près de l'endroit où il a grandi à Old Saybrook, Connecticut, Vin Baker est sélectionné par les Bucks de Milwaukee au 8e rang de la draft 1993. Après quatre saisons avec les Bucks, il est transféré aux SuperSonics de Seattle à l'issue de la saison 1996-1997 dans un accord à trois équipes envoyant Tyrone Hill et Terrell Brandon aux Bucks et Shawn Kemp et Sherman Douglas aux Cavaliers de Cleveland. Baker reste quatre ans à Seattle, avant d'être transféré aux Celtics de Boston avec Shammond Williams contre Kenny Anderson, Vitaly Potapenko et Joseph Forte.
Alors que sa moyenne en carrière est de 15,1 points par match, ses statistiques se dégradent considérablement ; à l'issue de la saison 1998-1999, Baker prend énormément de poids (passant de 108 à 136 kg), ce qui eut des conséquences sur son jeu. Tandis qu'il put perdre du poids, revenant à 113 kg, Baker révèle qu'il avait de graves problèmes liés à l'alcool, buvant dans des chambres d'hôtel à l'issue des matchs. Dans une interview au Boston Globe, Baker déclare que l'entraîneur des Celtics Jim O'Brien sentit l'alcool sur lui et le mit face à ses responsabilités. L'équipe le suspendit et le licencia. Baker signe alors avec les Knicks de New York peu de temps après, aidant l'équipe à atteindre les playoffs lors de la saison 2003-2004.
Baker est transféré avec Moochie Norris contre Maurice Taylor le 24 février 2005. Les Rockets l'écartèrent le 7 octobre 2005. Il passe la saison 2005-2006 aux Clippers de Los Angeles dans un rôle de remplaçant.
Vin Baker signe avec les Timberwolves du Minnesota le 1er octobre 2006, retrouvant l'entraîneur Dwane Casey, qu'il avait connu à Seattle en tant qu'entraîneur assistant. Son passage à Minnesota est très court, Baker étant évincé par les Timberwolves le 13 novembre 2006. Il ne joue pas un seul match de saison régulière après avoir été placé sur la liste inactive après les six premiers matchs.

## Palmarès
- 4× NBA All-Star (1995–1998)
- All-NBA Second Team (1998)
- All-NBA Third Team (1997)
- NBA All-Rookie First Team (1994)
- America East Player of the Year (1993)

## Vie privée
Baker était aussi DJ dans une émission matinale d'une radio de Houston, KPTY-FM et avait ouvert un restaurant de fruits de mer dans sa ville natale de Old Saybrook.
Vin Baker a créé une fondation nommé Stand Tall Foundation aidant les enfants, dont l'objectif est d'améliorer leur éducation, leur bien-être et leur développement personnel.
Le 19 juin 2007, Vin Baker est arrêté à Norwich, Connecticut pour conduite en état d'ivresse à la sortie du Foxwoods Resort Casino.
Le 21 juin 2008, le site ml-implode.com annonce que sa maison avait été saisie et vendue pour la somme de 2,3 millions de dollars.
En juillet 2015, avec le soutien d'Howard Schultz ancien propriétaire des Sonics de Seattle, il devient serveur chez Starbucks et entame une formation pour devenir manager d'une franchise de la chaîne.
Depuis 2018, Baker fait partie de l'équipe d'entraîneurs des Bucks.